# Абатиса

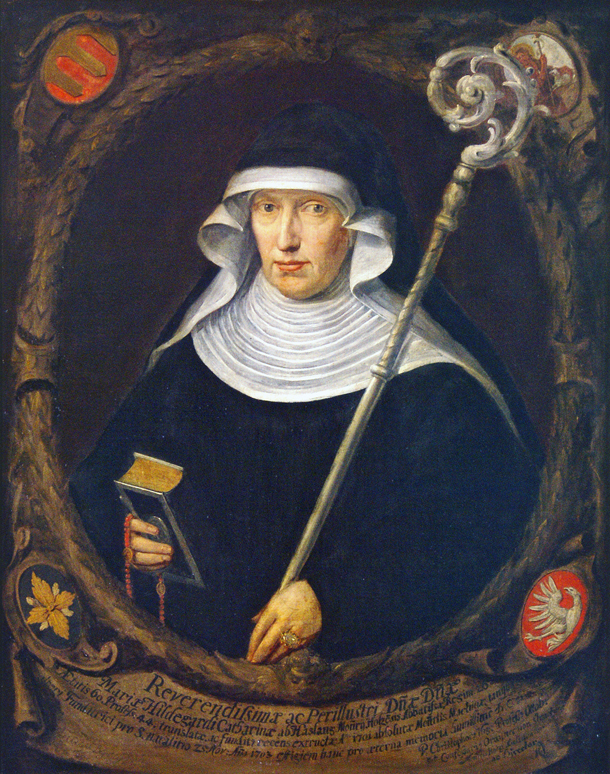
Абатиса Гольценського монастиря (1677—1721)

Абати́са (лат. abbatissa, «матінка», від абба) — у західному християнстві титул настоятельки жіночого монастиря (абатства). Відповідник ігумені в східній традиції. Наділяється абатськими відзнаками (наперсний хрест, перстень, посох), але має тільки адміністративну владою над підлеглими. Вперше термін зустрічається в 514 році. Зараз в Римсько-католицькій церкві служить близько 200 абатис. Згідно з католицьким правом (CIC can. 160—182), вибори абатиси відбуваються під головуванням єпископа або в присутності його представника. Абатиси повинні мати щонайменше 40 років від роду і 10 років після принесення обітниці.